# 응봉산 (서울)
응봉산(鷹峰山)은 대한민국 서울특별시 성동구 응봉동 한강 변에 있는 높이 해발 81m의 한국의 화강암 산이다. 산 정상에는 팔각정이 있으며 한강을 내려다 볼 수 있다.

## 개요
성동구 금호동과 응봉동에 걸쳐 있고, 한강과 중랑천의 합류부에 위치한 응봉산은 조선 초 임금이 이곳에서 매를 놓아 사냥을 하였다고 전하는 데서 매봉, 또는 한자명으로 응봉이라고 불렸다. 과거에 봉우리 밑에 있는 바위가 한강을 향하여 깎아지른 듯하여 천연적으로 낚시터가 되어 있으므로 ‘입석조어(立石釣魚)’라 해서 경도십영의 하나로 유명하였다.
한강과 중랑천의 합류부에 있어 철새가 많이 찾아와 산 정상에서는 철새를 관찰할 수 있으며, 서울숲과 남산, 청계산, 우면산까지 한눈에 조망할 수 있어 많은 사람들이 즐겨찾는 장소로 야간에는 야경 또한 훌륭하여 사진촬영을 위해 찾는 사람들이 많다.
또한, 정상에 전통정자가 설치되어 있어 현대와 과거가 공존하는 운치가 있는 장소이기도 하며, 역사 ․ 문화 해설판 11개가 설치되어 있어 성동의 역사와 문화를 알 수 있는 장소이기도 하다.
최근에는 드라마 ‘엔젤아이즈’과 ‘괜찮아 사랑이야’의 촬영장소로 사용되어 젊은 사람들이 많이 찾고 있으며, 봄철 개나리가 아름다워 개나리산이라고 불리기도 한다.
한강과 서울숲을 한눈에 내려다 볼 수 있는 곳이다.

## 주변 지리
- 서울숲
- 응봉역
- 중랑천
- 한강

## 같이 보기
- 한국의 산
- 서울의 산 목록
- 서울특별시의 지질
- 응봉산 암벽등반공원